# Laskin-Düse
Eine Laskin-Düse bezeichnet einen technischen Zerstäuber, mit Hilfe dessen feine Tröpfchen-Aerosole generiert werden können. Der Aufbau des Zerstäubers geht auf S. Laskin zurück.

## Aufbau
Eine Laskin-Düse besteht aus einem Düsen-Rohr (ca. 10 mm Durchmesser) mit vier radial angeordneten Bohrungen (Luftstrahlbohrungen, ca. 1 mm Durchmesser) senkrecht zur Düsenrohrachse. Das untere Ende des Düsenrohres ist verschlossen. Oberhalb der Luftstrahl-Bohrungen befindet sich ein Bundring (ca. 16 mm Außendurchmesser) mit vier Bohrungen (ca. 2 mm Durchmesser), welche längs zum Düsenrohr verlaufen und ca. 0,5 mm über den Luftstrahl-Bohrungen positioniert sind.
Das Düsenrohr wird mit dem verschlossenen Rohrende samt Luftstrahl-Bohrungen und Bundring in einen mit dem zu dispergierenden Fluid (z. B. DEHS, DOP, Motorenöl) versehenen Behälter positioniert, wobei ein Mindestabstand von 25 mm zwischen der Unterseite des Düsenrohrs zum Behälterboden als auch zwischen den Luftstrahl-Bohrungen zur Flüssigkeitsoberfläche eingehalten werden sollte.

## Funktionsweise
Am oberen Ende des Düsenrohrs wird Druckluft angelegt. Die Luft verlässt mit hoher Geschwindigkeit die radialen Bohrungen und reißt hierbei Flüssigkeit durch die Bohrungen im Bundring mit. Infolgedessen wird die Flüssigkeit fein in den entstehenden Gasblasen zerstäubt. Die Blasen wachsen anschließend an und bewegen sich in Richtung Flüssigkeitsoberfläche, wo sie zerplatzen und die enthaltenen, fein verteilten Flüssigkeitstropfen in den luftgetragenen Zustand überführt werden.
Die Laskin-Düse kann nur im getauchten Zustand betrieben werden.
Zur Erzeugung hoch konzentrierter Aerosole werden üblicherweise mehrere Laskin-Düsen parallel betrieben.

## Anwendung
Laskin-Düsen werden als Aerosolgeneratoren für Filtertestanlagen oder in der Aerosolforschung eingesetzt. Wegen der schonenden Art der Aerosolerzeugung werden Laskin-Düsen auch zur Herstellung von Prüfaerosolen zur Untersuchung der Auswirkung von Bioaerosolen eingesetzt.